# 220444 Pontusbrandt
220444 Pontusbrandt è un asteroide della fascia principale interna. Scoperto nel 2003, presenta un'orbita caratterizzata da un semiasse maggiore pari a 2,143309 UA e da un'eccentricità di 0,049354, inclinata di 3,948474° rispetto all'eclittica. Ha un diametro di 2,278 km e un'albedo di 0,059.
È dedicato a Pontus C. Brandt, scienziato svedese-americano che ha lavorato al progetto della missione New Horizons della NASA come co-investigatore della missione.